# Josef Mühle
Josef Mühle (* 9. Mai 1890 in Sursee, Kanton Luzern; † 7. Mai 1950 in Luzern) war Lehrer an der Zuger Gewerbeschule, kurzzeitig Vorsteher der Gewerbeschule ad interim und danach Direktor an der Luzerner Kunstgewerbeschule, ausserdem Maler und Schriftsteller.

## Leben
Josef Mühle besuchte die Primarschule in Sursee und dann die Mittelschule in Sursee, Stans und Zug (Industrieabteilung an der Kantonsschule Zug). Ab 1911 studierte er Architektur an der ETH Zürich und belegte gleichzeitig das Fach Kunstgeschichte an der Universität Zürich. 1915 schloss er das Studium ab und widmete sich seiner Dissertation über die Baumeisterfamilie Putschert und den Kirchenbau im Kanton Luzern im 17. und 18. Jahrhundert. Josef Mühle erwarb sich damit als erster dipl. Architekt der Schweiz den Doktortitel.
1920 unterrichtete er am Kollegium St. Michael in Zug als Lehrer für Zeichnen und Geschichte. Ein Jahr darauf wurde er an die neu errichtete Bauabteilung der Gewerbeschule in Zug berufen, später wurde er Vorsteher der Städtischen Gewerbeschule. 1939 wechselte Josef Mühle als Direktor der Kunstgewerbeschule nach Luzern. Für seine Bewerbung verfasste er einen handschriftlichen Lebenslauf.
Neben seiner beruflichen Tätigkeit amtete er 17 Jahre lang als Präsident der «Literarischen Gesellschaft Zug», war Mitglied in der Baukommission bei der Renovation der Zuger St. Oswald-Kirche, Mitglied im Vorstand und künstlerischer Berater beim Bau der Guthirtkirche in Zug, schrieb jahrelang Beiträge für das Zuger Neujahrsblatt, und wurde 1939 Ehrenpräsident im «Zuger Verein für Heimatgeschichte».
Josef Mühle war mit Martha Hediger von Zug verheiratet und hatte zwei Söhne. Er starb 1950 im Alter von 60 Jahren an einem Schlaganfall.

## Literarische Werke

### Schriften
- Die Stadt Zug und ihre Kunst. Kunstführer. Verlag Benno Filser, Augsburg 1929.[7]
- Als der rote Löwe mächtig wurde. Roman. Verlag Eugen Haag, Luzern 1929.[8]
- Der Rathausbaumeister. Roman. Verlag J. Küngs Erben, Sursee 1928.[9]
- 75 Jahre Gewerbliche Organisation in Zug. Gedenkschrift. 1939.[10]
- Hundert Jahre Gewerbeschule Zug. Jubiläumsschrift. 1931.[11]
- Zu Franziskanern in Luzern. Sachbuch. Selbstverlag des Pfarramtes Sta. Maria, Luzern 1945.[12]
- Eva. Historische Erzählung. 1920.[13]
- Geschichte einer Berühmtheit. Separatdruck, undatiert.

### Beiträge in den «Zuger Neujahrsblättern»
- 1928: Schweizerische Sachlichkeit. Zu den Bildern von Johann Küderli.
- 1930: Zugerische Kunstpflege.
- 1931: Rezension der Bilder von Fritz Kunz.[14]
- 1932: Rezension über die Bilder von Martin Peikert.
- 1933: Rezension über die Bilder von Emil Dill.
- 1934: Die Aussenrenovation der St. Oswaldskirche.

### Literarische Beiträge
- Ignaz Heim. In: Vaterland. 5. Juli 1918.
- Die Nachbarscheune. Erzählung. In: Neue Zürcher Nachrichten. Feuilleton, 1. und 7. Februar 1919.
- Vom Znböri(?)-Abend in Sursee. In: Vaterland. 10. Oktober 1919.
- Rataplan. In: Vaterland. 20. April 1921
- Die Reliquie. Diaspora-Kalender 1921. Druck Benziger, Einsiedeln.
- Gang durch die Kunstausstellung. In: Zuger Nachrichten. Beilage, 17. Dezember 1923.
- Ein Gang durch die Kunstausstellung. Separatdruck. Zuger Volksblatt. 1923.
- Schweizerische Landeskirchen des 17./18. Jh. Beitrag im Kalender der Waldstädte 1928.
- Die Königspforte. In: Kalender der Waldstädte 1929.
- Der Engel des Fra Filippo Lippi. In: Sonntagsblatt des Vaterlandes. 20. Juni 1929.
- Heinrich Bühlmann, Göthes Faust. In: Zuger Nachrichten. Feuilleton. vom 28. September 1931.
- Beitrag über die Stadt Zug. In: SBB Revue. No. 9, 1932.[15]
- Thomas Mann zu seinem Auftreten in der literarischen Gesellschaft. In: Zuger Nachrichten. Feuilleton, 24. November 1933.
- Wiedereröffnung des historischen Museums. In: Zuger Volksblatt. Feuilleton, 5. September 1934.
- Bericht über Zug. In: Heim und Leben. (Romanzeitschrift) 13. April 1935.
- Zum Tode von Kunstmaler Prov. Emil Dill. In: Zuger Volksblatt. 30. Mai 1938.
- 700 Jahre Franziskanerkirche. Sonderbeilage der Luzerner Neusten Nachrichten. 17. November 1945.

## Kunstmaler
Josef Mühle schuf über 80 Werke, hauptsächlich Ölgemälde, aber auch Aquarelle. Ein Bild wurde in der Révue moderne illustrée des arts de la vie, Paris, am 30. Dezember 1931 rezensiert. Weitere Bilder wurden im Zuger Neujahrsblatt von 1937 durch Theodor Hafner gewürdigt.

### Weitere Erwähnungen/Ausstellungen
- Frühjahrsausstellung der Luzerner Kunstgesellschaft.[17]
- Ausstellung lebender Künstler im neuen Museum. In: Vaterland. 30. Januar 1934.
- Ausstellung vom 9.12.1934–6.1.1935.[18]
- Kunst an der Zugerwoche im Casino Zug.[19]
- Weihnachtsausstellung der Kunstgesellschaft Luzern, 9.12.–6.1.1935.[20]
- Gesellschaftsausstellung GSMBA 1935, Zürich.
- Frühjahrsausstellung im Kunstmuseum Luzern, 15.3.–15.4.1936.[21]
- Jubiläumsausstellung im Kunsthaus Luzern.[22]
- Weihnachtsausstellung im Kunsthaus Luzern.[23]
- Frühjahrsausstellung der Kunstgesellschaft Luzern, 1941.
- Gesellschaftsausstellung GSMBA, Luzern 1944.
- Weihnachtsausstellung der Kunstgesellschaft Luzern, 1947.
- Weihnachtsausstellung im Kunstmuseum Luzern.[24]

### Sonstige Werke
- Banner für die Jünglingstagung Sursee.[25]
- Lithographie für die Sektion Luzern der Gesellschaft Schweizerischer Maler, Bildhauer und Architekten.[26]
- Plakat für den katholischen Turnverband, 22.–23. Juli 1933.
- Plakat für das 6. Zentralschweizer Jodlerfest vom 5. August in Zug.[27]

### Ausstellung 2022
Nach dem Tode seiner Eltern organisierte der Enkel von Josef Mühle, Alexander (15 Jahre nach dem Tod von Josef Mühle geboren) eine Ausstellung im Januar 2022 in seinem Elternhaus in Langnau am Albis, in dem erstmalig über 80 Gemälde des Künstlers gezeigt wurden.
Aus dieser Ausstellung resultierte eine Schenkung von vier Gemälden an das Kunsthaus Zug, eines an das Museum Burg Zug sowie eines an das Museum Sursee. Weitere sieben Bilder und sämtliche Unterlagen wie Briefe oder Zeitungen mit Erwähnungen oder Beiträgen von Josef Mühle aus dem Nachlass, welche die 72 Jahre seit seinem Tod überdauerten, wurden dem Staatsarchiv Zug zur Verfügung gestellt, ebenso fast sämtliche Aquarelle. Schlussendlich übernahm die Kirchengemeinde der katholischen Kirche Stadt Zug vier Gemälde mit religiösen Motiven.